# Quocient intel·lectual

Mostra de IQ Test

El quocient intel·lectual (en anglès, IQ) és un valor que resulta de la realització d'un examen estandarditzat per a mesurar les habilitats cognitives i la capacitat intel·lectual d'una persona (la intel·ligència) en relació amb el seu grup d'edat. S'expressa de forma que el QI mitjà d'un grup d'edat sigui 100 (una persona de QI = 110 està per sobre de la mitjana del seu grup d'edat; una persona de QI = 90 està per sota de la mitjana del seu grup d'edat). El més normal és que la desviació estàndard (σ) dels resultats sigui de 15 o 16, i els tests es dissenyen de manera que la distribució dels resultats sigui una distribució gaussiana, és a dir, que segueixi la corba normal.
Les puntuacions en un test donat i en una població determinada han evolucionat a l'alça al llarg de la història dels tests de QI (el conegut efecte Flynn), de manera que aquests tests requereixen una adequació contínua si es desitja que els anteriors estàndards es mantinguin.
Els superdotats són aquelles persones que es troben per sobre del 98% de la població.

## Història
El terme  quocient intel·lectual  va ser emprat per primera vegada pel  psicòleg de la Universitat de Wroclaw William Stern, en 1912. la seva finalitat va ser donar nom a un nou mètode per puntuar els resultats dels primers tests d'intel·ligència per a nens, desenvolupats per Alfred Binet i Théodore Simon a començament del segle xx, l'any 1905 en la prova per determinar l'Edat Mental: l'escala d'intel·ligència de Binet-Simon.
Des del 1925 i, de manera més àmplia, des del 1936, principalment per treballs de Thurstone, s'han desenvolupat complexos estudis estadístics per a la normalització dels tests de QI, en l'anomenada "Teoria de resposta a l'ítem" (TRI). Els models de Rasch i Birnbaum (1960 i 1968, respectivament) són els més usats en els millors tests moderns. Aquest mètodes difereixen dels tradicionals sistemes basats en la mitjana i la desviació típica, que són mitjanes de paritat que produeixen una escala ordinal, mentre que la TRI genera mesures d'habilitat (traç latent) en una escala gairebé d'interval. Thurstone considera factors com la capacitat espacial, la competència lingüística, la memòria i la rapidesa en el càlcul.
Tot i que encara es fa servir habitualment el terme  QI  per referir-se a el resultat d'un test d'intel·ligència, la puntuació dels tests emprats avui dia, com la Escala Wechsler d'Intel·ligència per a Adults, es basa en la projecció del rang mesurat del subjecte en una campana de Gauss formada per la distribució dels valors possibles per al seu grup d'edat, amb un valor central (intel·ligència mitjana) de 100 i una desviació estàndard de 15. En termes generals, els valors més grans de 100 estan per sobre de la mitjana, mentre que els valors menors de 100 estan per sota de la mitjana, però la desviació estàndard fa que les persones amb puntuacions entre 85 i 115 es considerin puntuacions dins dels marges. Per exemple, una persona amb un QI de 90 està per sota de la mitjana però dins de la desviació prevista. A més, diferents proves poden tenir diferents desviacions estàndard.
Les puntuacions mitjanes per a moltes poblacions han tendit a pujar una mitjana de tres punts per dècada des de principis de l'segle xx, amb la majoria de l'increment acumulat en la meitat inferior de la corba de QI; aquest fenomen es coneix com a efecte Flynn. Existeix controvèrsia sobre si aquest increment estable es produeix per un augment real de les habilitats intel·lectuals en aquestes poblacions, o si es deu més aviat a problemes metodològics amb les proves passades o presents.

## Factors que influencien el quocient intel·lectual
Ha existit una polèmica històrica sobre el paper de la genètica en la intel·ligència i la influència de l'entorn, especialment de l'educació. La majoria d'estudis afirmen que hi ha unes certes capacitats innates, però que es poden estimular o reprimir segons l'ambient en què es desenvolupi la persona i les experiències d'aprenentatge que tingui. També hi ha factors físics que afecten la intel·ligència, com una correcta nutrició en la infància o no consumir determinades drogues que danyen el cervell. Un alt QI disminueix el risc de patir malalties mentals com l'esquizofrènia o la depressió, així com la mortalitat general.
No s'han trobat proves que relacionin sexe o ètnia amb un QI determinat, si bé hi ha més dispersió entre els homes que entre les dones. El que sí que sembla diferir són les habilitats específiques: els homes destaquen en allò visual i espacial i les dones solen usar més els detalls per ajudar la memòria. Per rol cultural, elles acostumen a estar més presents en sectors en què predominen les habilitats verbals i ells en ciències, però aquests biaixos no tenen res a veure amb desviacions del QI sinó amb estereotips de gènere.

## Crítiques
Molts crítics (per exemple, Stephen Jay Gould i Richard C. Lewontin) denuncien el quocient intel·lectual, i fins i tot els sistemes de mesuratge de la intel·ligència en si, per una sèrie de motius. D'una banda, indiquen que els tests d'intel·ligència no mesuren pas la intel·ligència, sinó la proximitat a un cànon de coneixements establert pels redactors del text, amb contingut cultural (lingüisticonacional o de classe), sense relació amb capacitats cognitives. D'altra banda, subratllen que la intel·ligència no és cap "objecte" mesurable, sinó una relació entre l'individu, la comunitat i el medi. Aquests autors vinculen els tests d'intel·ligència i l'establiment de quocients intel·lectuals amb corrents sorgits coetàniament, com el darwinisme social i l'eugenèsia, i reconstrueixen com han servit repetidament de cobertura ideològica per a l'aplicació de mesures racistes, xenòfobes, classistes i de control social en general. Els tests d'intel·ligència foren prohibits a l'URSS durant molts anys per motius anàlegs.

## Temes relacionats
- Intel·ligència emocional.
- Mensa International.
- Efecte Flynn.
- Efecte Pigmalió.
- Psicologia de la intel·ligència.
- Test d'intel·ligència